# Sorex coronatus
Sorex coronatus (Мідиця коронована) — вид роду мідиця. 

## Поширення
Країни поширення: Андорра, Австрія, Бельгія, Франція, Німеччина, Гернсі, Джерсі, Ліхтенштейн, Нідерланди, Іспанія, Швейцарія. Вертикальний діапазон проживання: від 0 до 2200 м. Населяє різні місця проживання з густою рослинністю на рівні землі, в тому числі ліси, живоплоти, луки та болота. Як правило, не зустрічаються поблизу людського житла.

## Загрози та охорона
Загрози включають в себе загальну деградацію середовища проживання і непрямий вплив пестицидів і забруднювачів. Включений до Додатка III Бернської конвенції. Живе у багатьох природоохоронних територіях. 